# Spekzwoerdzwam
De spekzwoerdzwam (Phlebia tremellosus) is een schimmel die behoort de familie Meruliaceae. Hij komt voor op sterk verrotte stronken en aan de onderkant van liggende stammen van loof- en soms van naaldbomen.

## Kenmerken

### Uiterlijke kenmerken
Vruchtlichamen van de schimmel zijn waaiervormig tot halfrond, meten 2 tot 4 cm breed en 5 tot 10 cm lang. Het bovenoppervlak, wit tot lichtgeel van kleur, kan droog tot vochtig en harig tot wollig zijn. De rand is meestal wit tot doorschijnend. De kleur is geelachtig oranje of roze-oranje. Het vlees van deze schimmel is ongeveer 2 mm dik, heeft een vlezige tot geleiachtige textuur en is wit tot geelachtig van kleur. Het is oneetbaar.

### Microscopische kenmerken
Er is een monomitisch hyfensysteem. De hyfen zelf zijn hyaliene en sterk vertakt. Ze hebben gespen op de dwarswanden (septa). Leptocystidia zijn zeldzaam. Ze zijn glad of gedeeltelijk ingelegd. De smalle knotsvormige sporenopstanden (basidia) zijn ook hyaliene en hebben een gesp aan de basis. De kleine, cilindrische, worstvormige sporen zijn glad, hyaliene, dunwandig en vertonen geen kleurreactie (inamyloïde) wanneer jodiumoplossing wordt toegevoegd. Ze zijn 3,5–4,5 × 1–1,5 µm groot.

## Verspreiding
De spekzwoerdzwam komt voor in Azië, Europa, Noord-Afrika, Noord-Amerika en Zuid-Amerika. Het is een witrotsoort die groeit op de stronken, gevallen takken en stammen van zowel loofhout als naaldhout. In Nederland komt hij zeer algemeen voor. Hij is niet bedreigd en staat niet op de rode lijst.

## Foto's

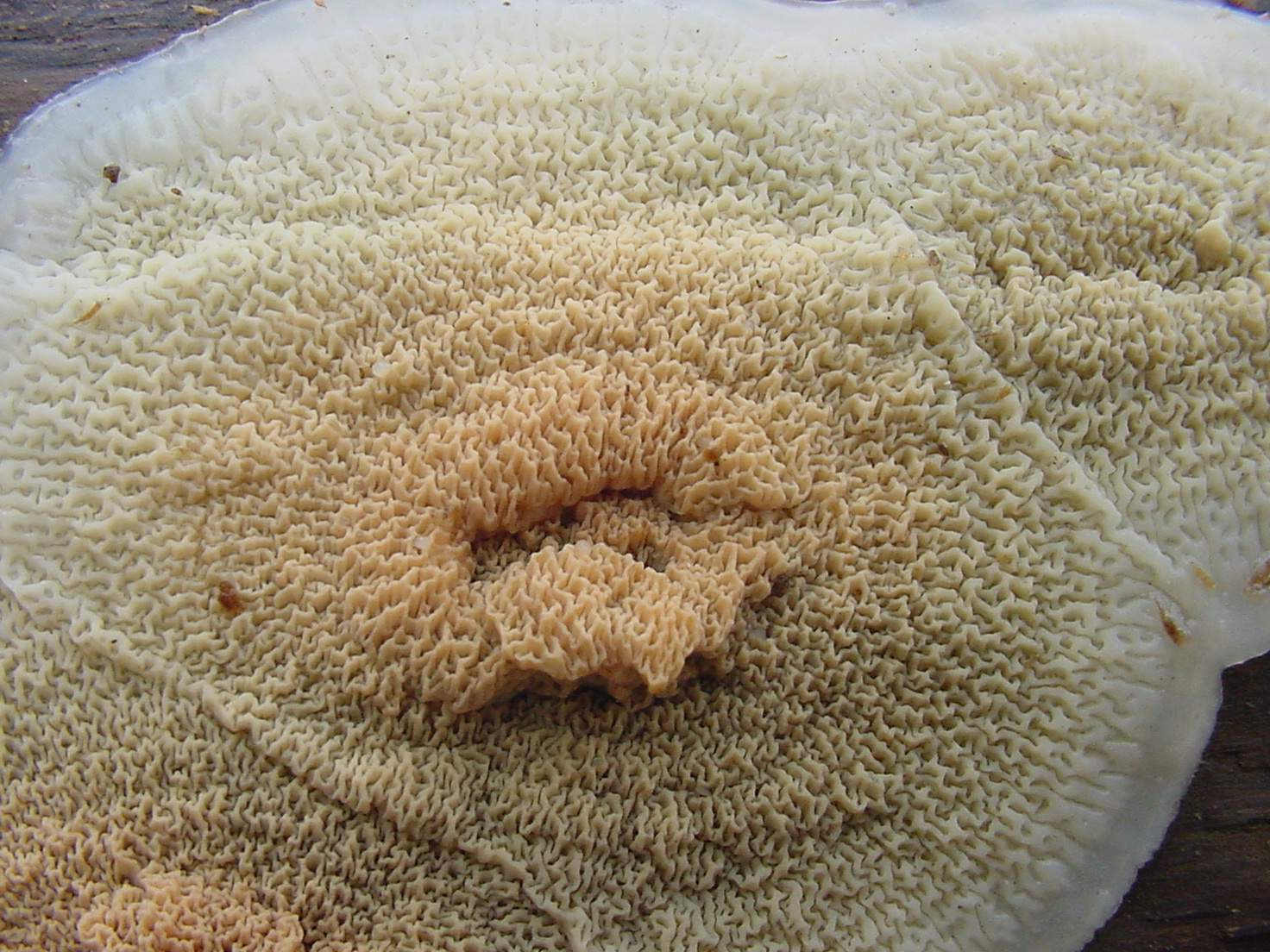
Close-up
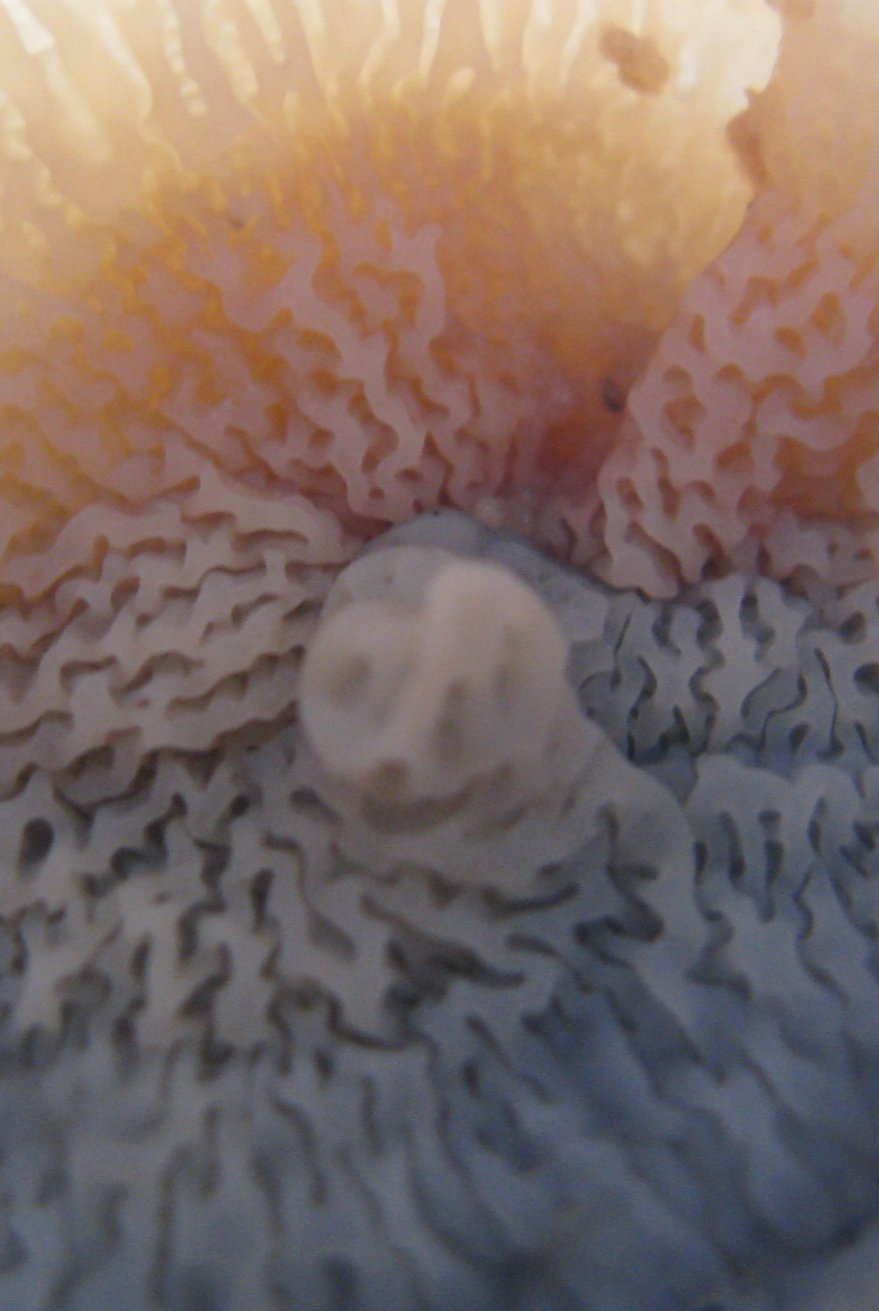
Close-up
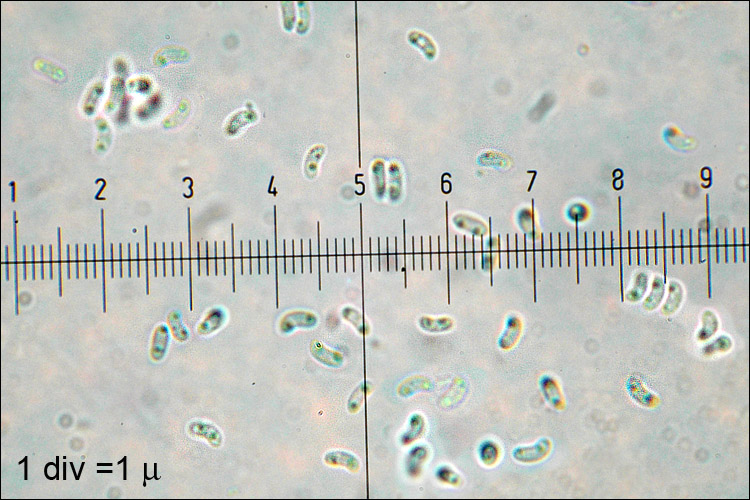
Sporen
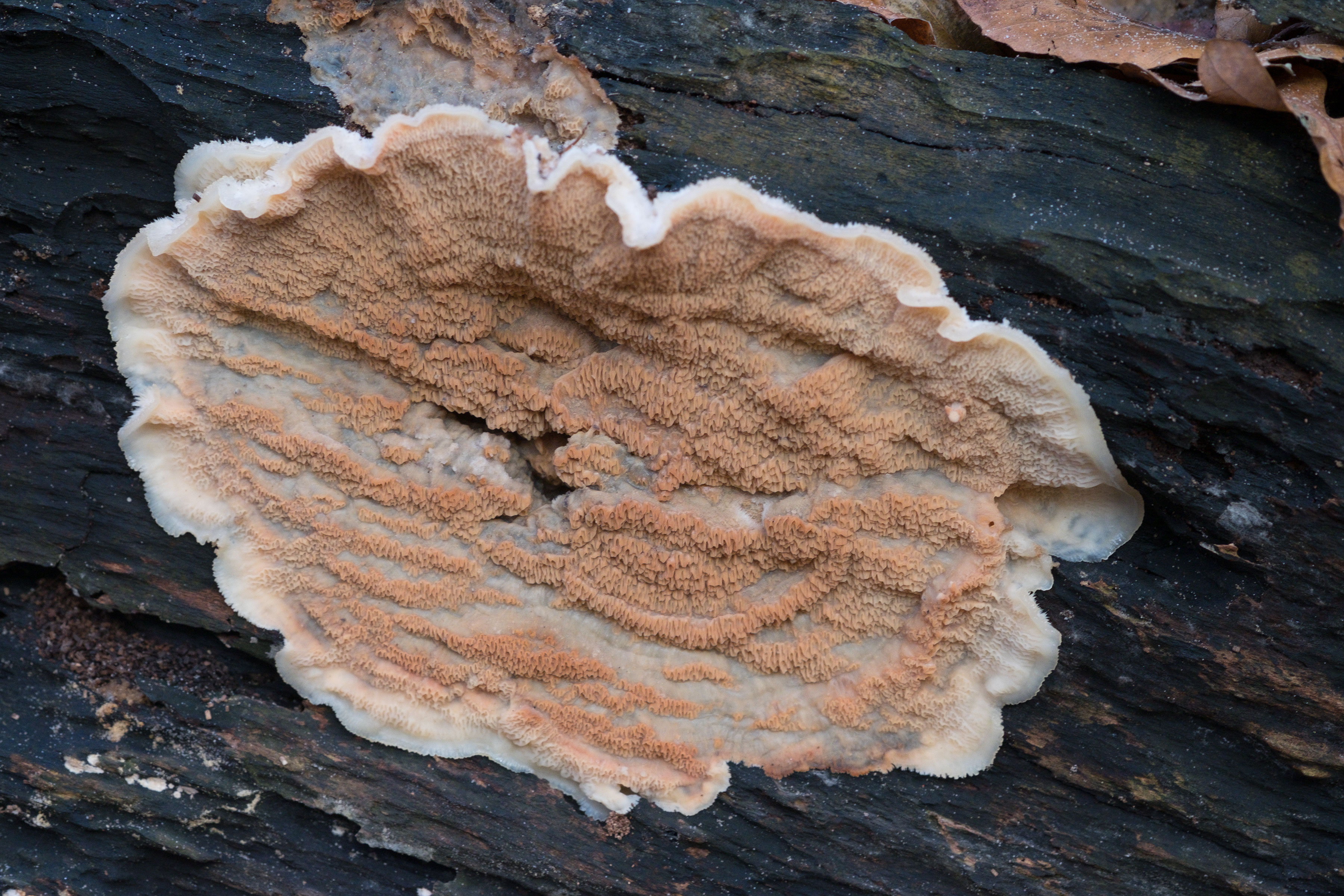
Vruchtlichaam